# Legami pericolosi
Legami pericolosi (The Ex) è un film canadese-statunitense del 1996 diretto e prodotto da Mark L. Lester.

## Trama
Un noto imprenditore David Kenyon si trova ossessionato dall'ex moglie Deidre, dimessa dall'ospedale psichiatrico per ritrovare Davidche nel frattempo è sposato con un'altra donna di nome Molly e hanno un figlio di nome Michael. Deidre seduce in un modo seducente David, spacciandosi per psicologa infantile per avvicinarsi al figlio disabile Michael, e Deidre cerca in un modo di rovinare David accusandolo di averla aggredita e poi rapisce Michael da scuola.